# Championnat d'Égypte de football 1966-1967
Navigation
Saison précédente Saison suivante
La saison 1966-1967 du Championnat d'Égypte de football est la 17e édition du championnat de première division égyptien. Douze clubs égyptiens prennent part au championnat organisé par la fédération. Les équipes sont regroupées au sein d'une poule unique où elles rencontrent leurs adversaires deux fois, à domicile et à l'extérieur.
C'est le club d'Ismaily SC qui remporte la compétition, après avoir terminé en tête du classement final, avec quatre points d'avance sur Al Ahly SC et huit sur le Tersana SC. C'est le tout premier titre de champion d'Égypte de l'histoire du club. Le tenant du titre, Al Olympi, ne termine qu'à la 6e place, à quinze points d'Ismaily.
Le championnat va ensuite être interrompu pendant cinq ans, à cause de la Guerre des Six Jours. Cette interruption va permettre au Ismaily SC de participer à la Coupe d'Afrique des clubs champions durant cinq ans, grâce au titre obtenu cette saison.

## Les clubs participants
| - Al Ahly SC - Tersana SC - Zamalek SC - Ittihad Alexandrie - Ismaily SC - Domiyat Club - Promu de D2 | - Al Olympi - Al Tayaran - Al-Masry Club - Al Sekka Al Hadid - Suez El-Riyadi - Promu de D2 - Ghazl El Mahallah |

## Compétition

### Classement
Le classement est établi sur le barème de points classique (victoire à 2 points, match nul à 1, défaite à 0).
| Rang | Équipe             | Pts | J  | G  | N | P  | Bp | Bc | Diff |
| ---- | ------------------ | --- | -- | -- | - | -- | -- | -- | ---- |
| 1    | Ismaily SC         | 36  | 22 | 15 | 6 | 1  | 34 | 17 | +17  |
| 2    | Al Ahly SC         | 32  | 22 | 14 | 4 | 4  | 30 | 14 | +16  |
| 3    | Tersana SC C       | 28  | 22 | 11 | 6 | 5  | 31 | 20 | +11  |
| 4    | Zamalek SC         | 27  | 22 | 10 | 7 | 5  | 29 | 14 | +15  |
| 5    | Ittihad Alexandrie | 22  | 22 | 9  | 4 | 9  | 24 | 22 | +2   |
| 6    | Al Olympi T        | 21  | 22 | 8  | 5 | 9  | 27 | 25 | +2   |
| 7    | Al-Masry Club      | 20  | 22 | 7  | 6 | 9  | 20 | 23 | -3   |
| 8    | Ghazl El Mahallah  | 18  | 22 | 5  | 8 | 9  | 19 | 22 | -3   |
| 9    | Al Tayaran         | 17  | 22 | 4  | 9 | 9  | 16 | 24 | -8   |
| 10   | Domiyat Club P     | 16  | 22 | 4  | 8 | 10 | 12 | 28 | -16  |
| 11   | Al Sekka Al Hadid  | 14  | 22 | 5  | 4 | 13 | 13 | 29 | -16  |
| 12   | Suez El-Riyadi P   | 13  | 22 | 4  | 5 | 13 | 11 | 28 | -17  |

| Légende : Qualifications et relégations | Légende : Qualifications et relégations                                               |
| --------------------------------------- | ------------------------------------------------------------------------------------- |
|                                         | Qualification pour la Coupe d'Afrique des clubs champions 1969                        |
|                                         | Relégation directe en deuxième division                                               |
|                                         | T : Tenant du titre C : Vainqueur de la Coupe d'Égypte P : Promu de deuxième division |

## Bilan de la saison
| Championnat d'Égypte de football 1966-1967 |                        |
| Champion                                   | Ismaily SC (1er titre) |
| Coupes et trophées                         |                        |
| Vainqueur de la Coupe d'Égypte 1966-1967   | Tersana SC             |
| Qualifications continentales               |                        |
| Coupe d'Afrique des clubs champions 1969   | Ismaily SC             |
| Promotions et relégations                  |                        |
| Promus en Egyptian Premier League          | El-Plastic             |
| Promus en Egyptian Premier League          | Al-Qanat               |
| Relégués en Egyptian Second League         | Al Sekka Al Hadid      |
| Relégués en Egyptian Second League         | Suez El-Riyadi         |